# Körömlakk

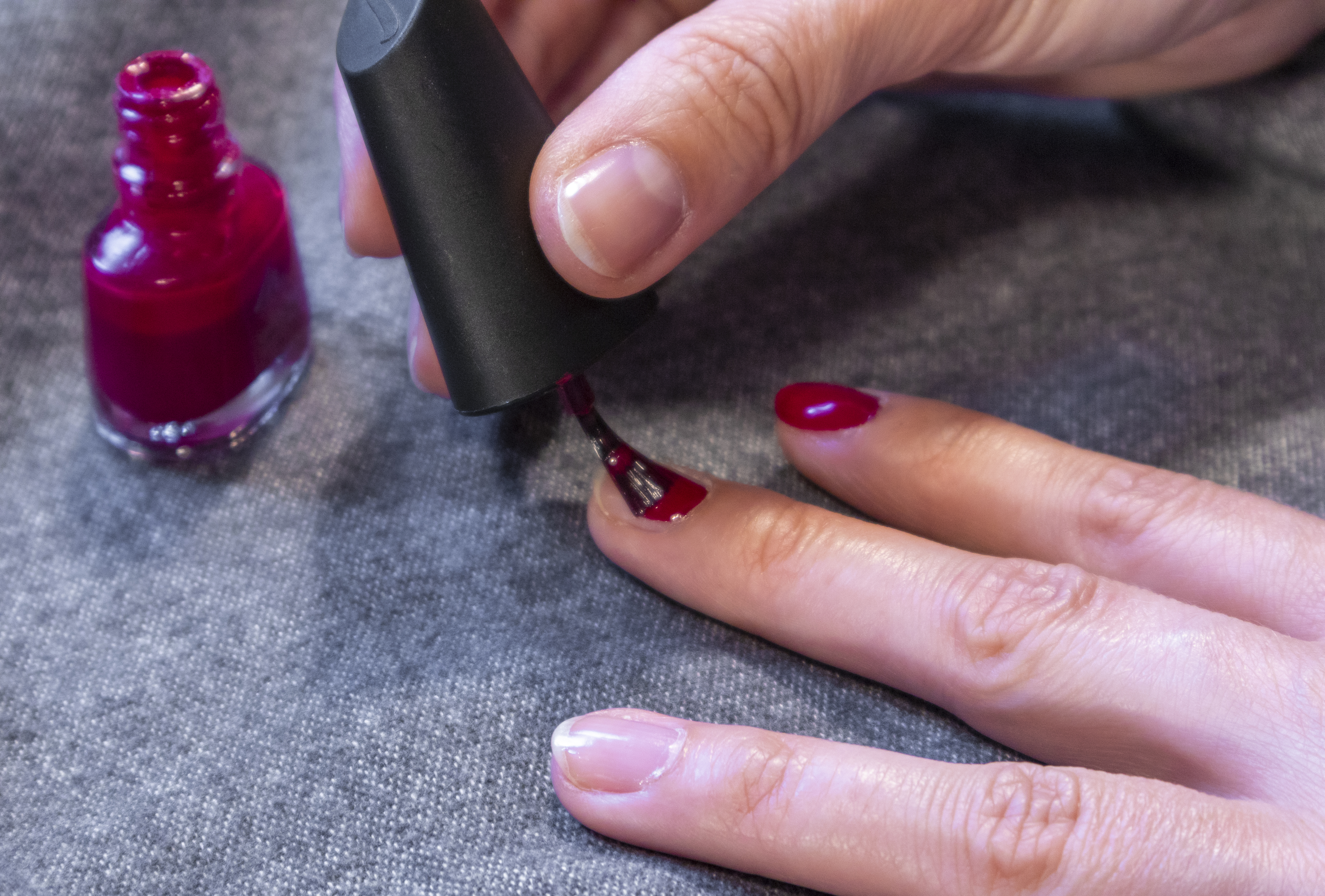
Körömlakk

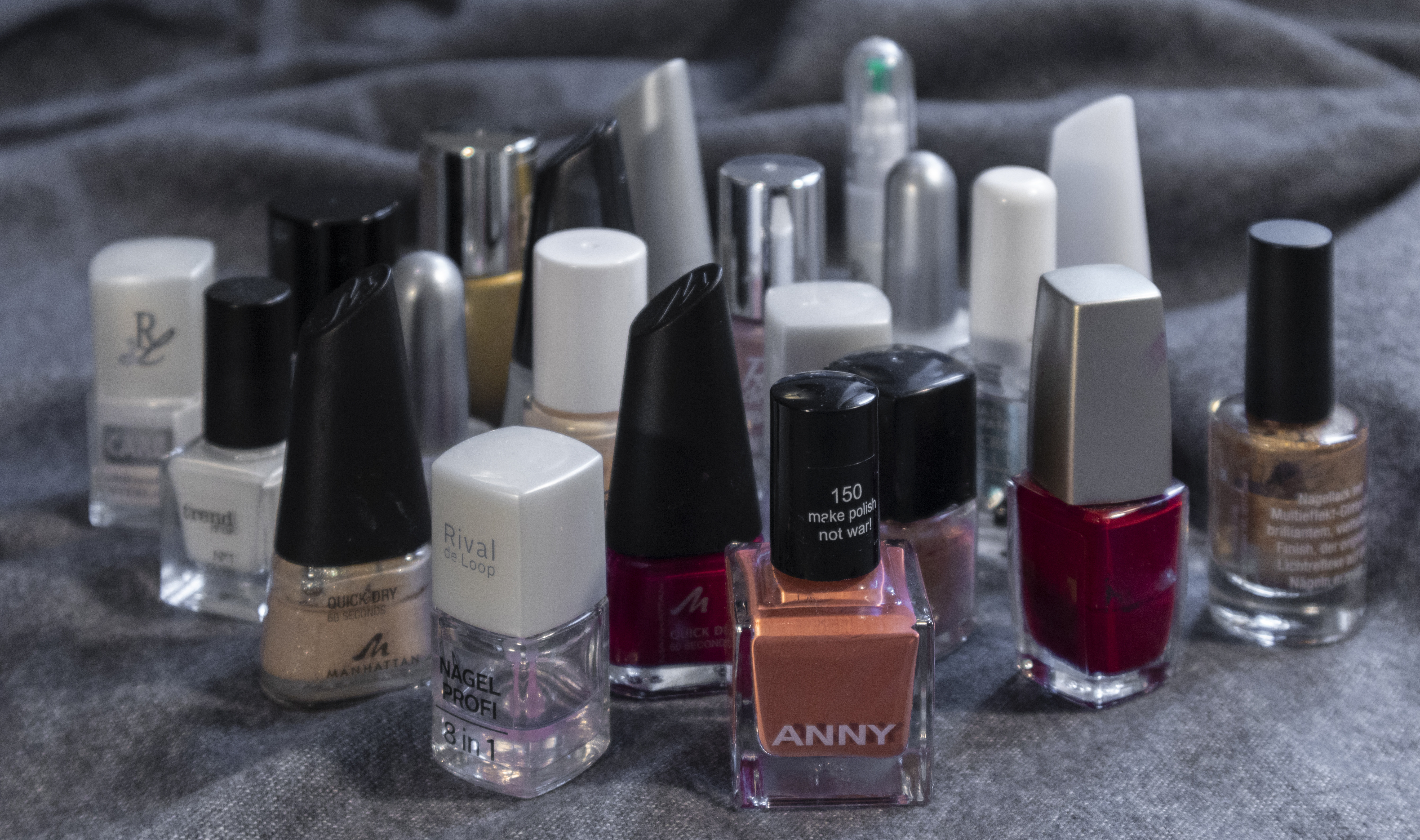
Körömlakk

A körömlakk egyfajta lakk, melyet a kéz és a láb körmeire visznek fel jobbára dekorációs céllal, vagy a körömlemez védelme érdekében. Alapját polimer alkotja, melyhez különféle adalékanyagokat kevernek.

## Története
A körömlakkot már i.e. 3000 körül is ismerték Kínában, a Csou-dinasztia idejében, i.e. 600 körül a királyi udvarban az arany és az ezüst szín volt divatban, később pedig a vörös és a fekete. A Ming-dinasztia idejében a körömlakk méhviaszból, tojásfehérjéből, zselatinból, növényekből előállított természetes színezékből és gumiarábikumból állt.
Az ókori Egyiptomban is festették a körmöket, társadalmi rangnak megfelelően. Az alacsonyabb osztálybeliek világosabb színeket, a magasabb osztálybeliek a sötétebb színeket használták, jobbára vörösesbarnát (hennával).
Az első modern, kereskedelmi forgalomban kapható körömlakkot a Cutex gyártotta 1917-ben.
A 21. században egyre több férfi is használ körömlakkokat, színtelent vagy sötétebb színeket. Megjelentek a kifejezetten férfiaknak szánt körömlakkok is.

## Előállítása

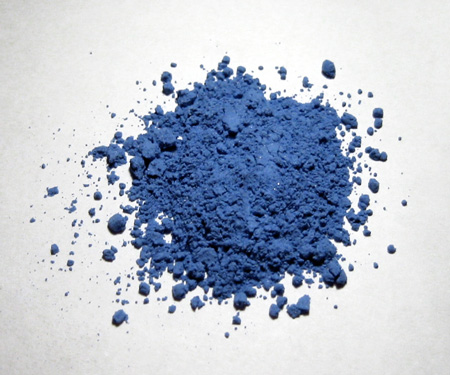
Ultramarin

A körömlakkot olyan polimerből állítják elő, mely filmréteget képes alkotni, a polimert magát valamilyen illékony szerves oldószerben oldják fel. Gyakori alkotóelem a cellulóz-nitrát, amit butil-acetátban vagy etil-acetátban oldanak fel. Az összetevők tartalmazhatják még a következőket:
- Lágyítószerek: dibutil-ftalát, kámfor
- Színezőanyagok: többek között króm-hidroxid, vas-ferrocianid („porosz kék”), ón-dioxid, titán-dioxid, vas-oxid, kármin, ultramarin, mangánviola.[8]
- Opálfényű pigmentek: csillám (mica), bizmut-klorid-oxid, természetes gyöngyök, alumíniumpor
- Ragasztók: például tozilamid-formaldehid gyanta
- Sűrítőanyagok: sztearalkónium-hektorit
- UV-stabilizátorok: a szín elváltozásának megelőzésére használják, tipikus példája a benzofenon-1

## Típusai

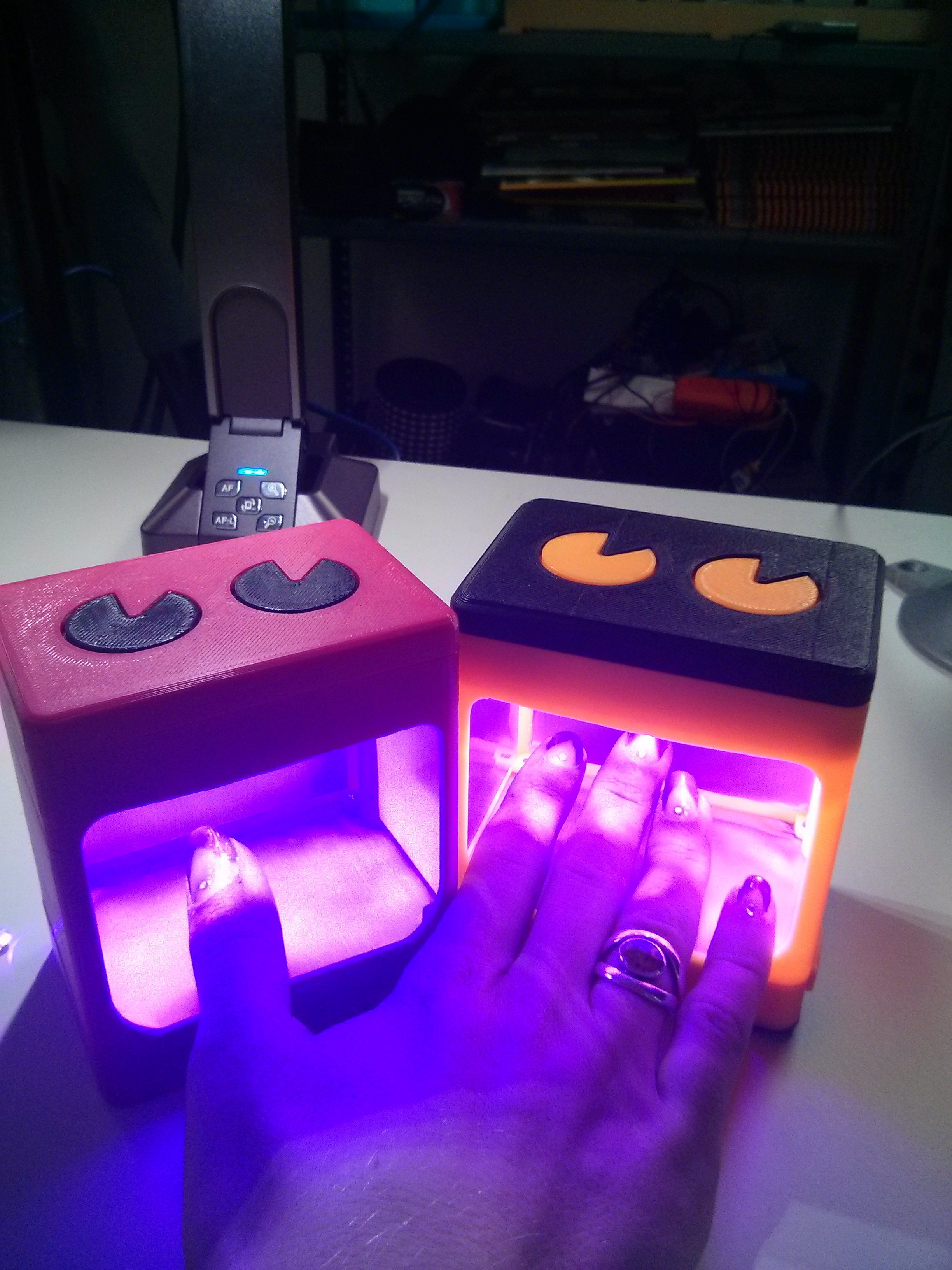
Géllakk megszilárdításához használt UV-lámpák

- alapozó lakk: megakadályozza, hogy a színezett lakkok elszínezzék a köröm felületét. Ennek egy speciális típusa a barázdakitöltő lakk, mely általában magnéziumport tartalmaz; valamint a körömerősítő lakk, amelyben vitaminok és ásványi anyagok találhatóak.[9]
- fedőlakk: a színezett lakkrétegek felvitelét követően alkalmazzák, létezik fényesítő, védő és gyorsan száradó fedőlakk.[9]
- géllakk: tartósan (két-három héten át) viselhető lakk, melyet UV-fénnyel kötnek hozzá a körömlemezhez. Felvitele előtt a körömlemezt reszelik, a lakk eltávolításához pedig acetonra van szükség, amiben a körmöket hosszabb ideig áztatni kell. Az UV-fény, a körömreszelés, az aceton, valamint a lakk egyes lehetséges összetevői (BHA, metil-akrilát) miatt a géllakk használatának egészségügyi kockázatai is lehetnek.[10]

## Körömlakklemosó
Az egyik legelterjedtebb körömlakklemosó az aceton, ami azonban bőrirritációt és szárazságot okozhat, valamint gyúlékony, gőze pedig hosszú távon vagy nagy mennyiségnek kitéve mérgező lehet. Acetonmentes körömlakklemosók is kaphatóak, az etil-acetát is ilyen.

## Fordítás
- Ez a szócikk részben vagy egészben  a   Nail polish című angol Wikipédia-szócikk ezen változatának fordításán alapul.  Az eredeti cikk szerkesztőit annak laptörténete sorolja fel. Ez a jelzés csupán a megfogalmazás eredetét és a szerzői jogokat jelzi, nem szolgál a cikkben szereplő információk forrásmegjelöléseként.